# 徐樹昌
徐樹昌（？年—？年），字寿臣，浙江平湖县（今平湖市）人，清末官员、诗人。

## 生平
光緒二十年（1894年）甲午恩科三甲進士，同年五月，以主事分部学习，授官户部主事。
徐樹昌工诗，著有《对竹居士诗草》。《晚晴簃诗汇》收其诗作一首。